# موريتز إبراهام شتيرن
موريتز إبراهام شتيرن (بالألمانية: Moritz Stern)‏ هو رياضياتي ألماني، ولد في 29 يونيو 1807 في فرانكفورت في ألمانيا، وتوفي في 30 يناير 1894 في زيورخ في سويسرا.